# داچنایا (شهرستان بلاگووشچنسکی، باشقیرستان)
داچنایا (انگلیسی: Dachnaya, Blagoveshchensky District, Republic of Bashkortostan) یک شهرک در شهرستان بلاگووشچنسکی باشقیرستان کشور روسیه است.